# 楊爾銘
楊爾銘（1617年—？年），原姓陳，崇祯十年奉旨復楊姓，号錦仙，四川叙州府筠连县人。明末清初政治人物。

## 生平
崇祯六年（1633年）癸酉科四川乡试舉人，崇禎七年（1634年）联捷甲戌科会试105名，廷试三甲100名进士，都察院观政，授南直隶桐城县知县，以治理成绩优异，八年吏部纪录，十年奉旨恢复杨姓。史可法被流寇围困于鹿耳城，向尔铭求援，尔铭領兵趋救，夜中令每人各持两根火炬，排成长队，流寇以为是大军赶至，遂解围而去。在任七年，张献忠八次来犯，不能破桐城。崇祯十五年擢升广东道御史，巡按宣大。

## 轶事
杨尔铭年少英俊，清末学者俞樾言其每出巡城，著小靴，长不及六寸，扶仆从肩，缓缓而行。人多疑为女子，即《聊斋》所載的颜氏。

## 家族
曾祖陈时教，举人、任江西袁州府通判。祖父陈惟寅，增广生、乡饮宾。父陈敦复，天启元年辛酉科举人。